# 酪農學園大學
酪農学園大学（日語：らくのうがくえんだいがく、英語: Rakuno Gakuen University）是位於日本北海道江別市文京台綠町582番地的私立大学。1933年創立、1960年設立大学。大学簡称「酪農大」或「酪農」。

## 外部連結
- 酪農学園大学 （页面存档备份，存于）